# Bahnstrecke Ostroměř–Jičín
| Kursbuchstrecke (SŽ): | 041                  |                                              |                                              |
| Streckenlänge: | 17,499 km            |                                              |                                              |
| Spurweite: | 1435 mm (Normalspur) |                                              |                                              |
| Streckenklasse: | C3                   |                                              |                                              |
| Streckengeschwindigkeit: | 80 km/h              |                                              |                                              |
| |                      |                                              |                                              |
| \| \| \| von Hradec Králové (vorm. BCB) \| \| \| \| \| von Trutnov-Poříčí (vorm. ÖNWB) \| \| \| \| 0,000 \| Ostroměř früher Wostroměř \| Ostroměř früher Wostroměř \| \| \| \| nach Velký Osek (vorm. ÖNWB) \| \| \| \| \| Javorka \| \| \| \| 2,214 \| Sobčice früher Sobschitz \| Sobčice früher Sobschitz \| \| \| 4,004 \| Vojice \| Vojice \| \| \| 6,225 \| Kovač früher Kowač \| Kovač früher Kowač \| \| \| 9,466 \| Butoves früher Butowes-Tuř \| Butoves früher Butowes-Tuř \| \| \| 13,065 \| Vitiněves früher Witinowes \| Vitiněves früher Witinowes \| \| \| \| Silnice I/16 \| \| \| \| \| von Veleliby (vorm. BCB) \| \| \| \| 17,499 \| Jičín \| Jičín \| \| \| \| nach Turnov (vorm. LB Jičín–Rowensko–Turnau) \| \| \| \| \| \| \| \| Quellen: [1][2] \| \| \| \| |                      |                                              |                                              |
| Strecke |                      | von Hradec Králové (vorm. BCB)               | von Hradec Králové (vorm. BCB)               |
| Abzweig geradeaus und von rechts |                      | von Trutnov-Poříčí (vorm. ÖNWB)              | von Trutnov-Poříčí (vorm. ÖNWB)              |
| Bahnhof | 0,000                | Ostroměř früher Wostroměř                    | Ostroměř früher Wostroměř                    |
| Abzweig geradeaus und nach links |                      | nach Velký Osek (vorm. ÖNWB)                 | nach Velký Osek (vorm. ÖNWB)                 |
| Brücke über Wasserlauf |                      | Javorka                                      | Javorka                                      |
| Haltepunkt / Haltestelle | 2,214                | Sobčice früher Sobschitz                     | Sobčice früher Sobschitz                     |
| Haltepunkt / Haltestelle | 4,004                | Vojice                                       | Vojice                                       |
| Haltepunkt / Haltestelle | 6,225                | Kovač früher Kowač                           | Kovač früher Kowač                           |
| Bahnhof | 9,466                | Butoves früher Butowes-Tuř                   | Butoves früher Butowes-Tuř                   |
| Haltepunkt / Haltestelle | 13,065               | Vitiněves früher Witinowes                   | Vitiněves früher Witinowes                   |
| Strecke mit Straßenbrücke |                      | Silnice I/16                                 | Silnice I/16                                 |
| Abzweig geradeaus und von links |                      | von Veleliby (vorm. BCB)                     | von Veleliby (vorm. BCB)                     |
| Bahnhof | 17,499               | Jičín                                        | Jičín                                        |
| Strecke |                      | nach Turnov (vorm. LB Jičín–Rowensko–Turnau) | nach Turnov (vorm. LB Jičín–Rowensko–Turnau) |
| |                      |                                              |                                              |
| Quellen: |                      |                                              |                                              |

Die Bahnstrecke Ostroměř–Jičín ist eine Eisenbahnverbindung in Tschechien, die ursprünglich von der k.k. priv. Österreichischen Nordwestbahn (ÖNWB) erbaut und betrieben wurde. Sie verläuft von Ostroměř nach Jičín. Die Strecke ist Teil der Verbindung von Hradec Králové nach Turnov.
Die Strecke wurde 2014 als regionale Bahn („regionální dráha“) klassifiziert.

## Geschichte
Am 17. Dezember 1871 wurde die Strecke eröffnet. Den Betrieb führte die ÖNWB selbst aus. Nach deren Verstaatlichung 1908 gehörte die Strecke zum Netz der k.k. Staatsbahnen (kkStB). 
Im Jahr 1912 wies der Fahrplan der Lokalbahn insgesamt sieben gemischte Zugpaare 2. und 3. Klasse über die Gesamtstrecke aus. Sie benötigten für die 18 Kilometer lange Strecke 36–37 Minuten.

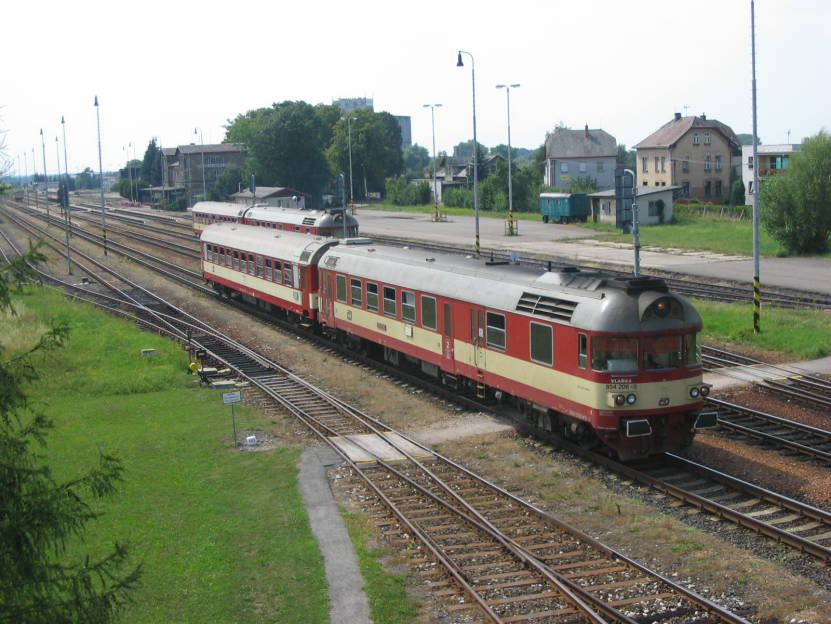
Reisezug im Bahnhof Ostroměř (2009)

Nach dem für Österreich-Ungarn verlorenen Ersten Weltkrieg gelangte die Strecke ins Eigentum der neu begründeten Tschechoslowakischen Staatsbahnen (ČSD). Ende der 1920er Jahre kam es zu einer signifikanten Verdichtung des Fahrplanes als auch zu einer deutlichen Fahrzeitverkürzung. Zum Teil kamen nun auch moderne Motorzüge zum Einsatz. Der Winterfahrplan von 1937/38 verzeichnete insgesamt elf Zugpaare, die nun zumeist von Hradec Králové nach Turnov durchgebunden waren.
Während des Zweiten Weltkrieges lag die Strecke zur Gänze im Protektorat und wurde von den nunmehrigen Protektoratsbahnen Böhmen und Mähren (ČMD-BMB) betrieben. 
Am 1. Januar 1993 ging die Strecke im Zuge der Auflösung der Tschechoslowakei an die neu gegründeten České dráhy (ČD) über. Seit 2003 gehört er zum Netz des staatlichen Infrastrukturbetreibers Správa železniční dopravní cesty (SŽDC).
Im Fahrplan 2013 wird die Strecke werktags im Stundentakt von Personenzügen der Relation Hradec Králové–Jičín (–Turnov) bedient. An Samstagen, Sonn- und Feiertagen verkehren zweistündlich Züge.